# Parlamentáris monarchia
A parlamentáris monarchia egy kormányzati forma; az alkotmányos monarchia egy formája, de azzal ellentétben az uralkodónak nincs lehetősége a kormány leváltására, és általában csak kevés befolyása van az államügyekre, mivel ezeket a parlament és a kormány irányítja. Ezért az uralkodónak általában csak reprezentatív feladatai vannak.
A parlamentáris monarchiák mindig parlamenti kormányzati rendszerrel rendelkeznek: a kormányfőt vagy a kormány többi tagját hivatalosan vagy de facto a parlament választja meg. Az egyes európai uralkodók és királyi házak költségeinek nagy részét az adófizetők viselik.
Az angol nyelvterületen a parlamentáris és az alkotmányos monarchia kifejezéseket néha szinonimákként használják. Ennek a pontatlanságnak az az oka, hogy az alkotmánnyal rendelkező monarchia elkerülhetetlenül parlamentáris kormányzati rendszerré fejlődött.

## Példák
Európában ez az államforma jellemző a következő országokban: 
- Andorra,
- Belgium ,
- Dánia ,
- Egyesült Királyság
- Hollandia,
- Luxemburg ,
- Svédország ,
- Spanyolország.

Európán kívül is megtalálható, például:
- Ausztráliában,
- Japánban,
- Kanadában,
- Új-Zélandon.

## Fordítás
Ez a szócikk részben vagy egészben  a   Monarchie#Parlamentarische_Monarchie című német Wikipédia-szócikk fordításán alapul.  Az eredeti cikk szerkesztőit annak laptörténete sorolja fel. Ez a jelzés csupán a megfogalmazás eredetét és a szerzői jogokat jelzi, nem szolgál a cikkben szereplő információk forrásmegjelöléseként.